# Newfield Television Broadcasting
Newfield Television Broadcastingは、カリフォルニア州ロサンゼルスを放送対象地域、対象視聴者を南カリフォルニア在住の日系アメリカ人、在留邦人とする番組制作会社である。同社は現在Ntbという情報番組を制作している。

## 事業内容

### Ntb
放送内容は、南カリフォルニア、ロサンゼルス郡における日本人、日系人に関連する情報、ニュース、ドキュメンタリー、インフォマーシャルである。放送言語は日本語、英語。放送局は KXLA チャンネル44(中国・韓国・ベトナム他アジア言語を主体とした番組、インフォマーシャルを放送) 。ロサンゼルス・サンディエゴ地域、約560万世帯に配信中。過去の放送はの 公式ウェブサイト より視聴可能。

### コンサート(プロデュース)
Newfield Television Broadcastingはコンサートのプロデュースも手がけ、2012年7月に行われる フジコ・ヘミング全米ピアノソロコンサートツアー を企画。2011年には東日本大震災復興支援コンサートを企画。

## 歴史

### 2009年 -
- 2009年Newfield Television Broadcasting設立。
- 2011年東日本大震災復興支援の一環としてチャリティーコンサートを企画。